# Émile Boutmy
Émile Boutmy (sinh ngày 13 tháng 4 năm 1835 - mất ngày 25 tháng 1 năm 1906) là nhà văn, nhà chính trị học và xã hội học người Pháp.

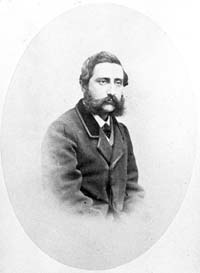
Émile Boutmy (1835-1906)

Ông học luật ở Paris và từ năm 1867 đến năm 1870 ông giảng các bài giảng về lịch sử và văn hóa của nền văn minh kiến trúc tại École Spéciale d'Architecture. Bị sốc bởi sự thiếu hiểu biết và không quan tâm tới các vấn đề chính trị của dân chúng trong thời công xã Paris, ông cùng một số nhà công nghiệp tiêu biểu thời đó và các học giả như Hippolyte Taine, Ernest Renan, Albert Sorel và Pierre Paul Leroy-Beaulieu thành lập École Libre des Sciences Politiques vào năm 1872, ngày nay là đại học Sciences Po Paris.

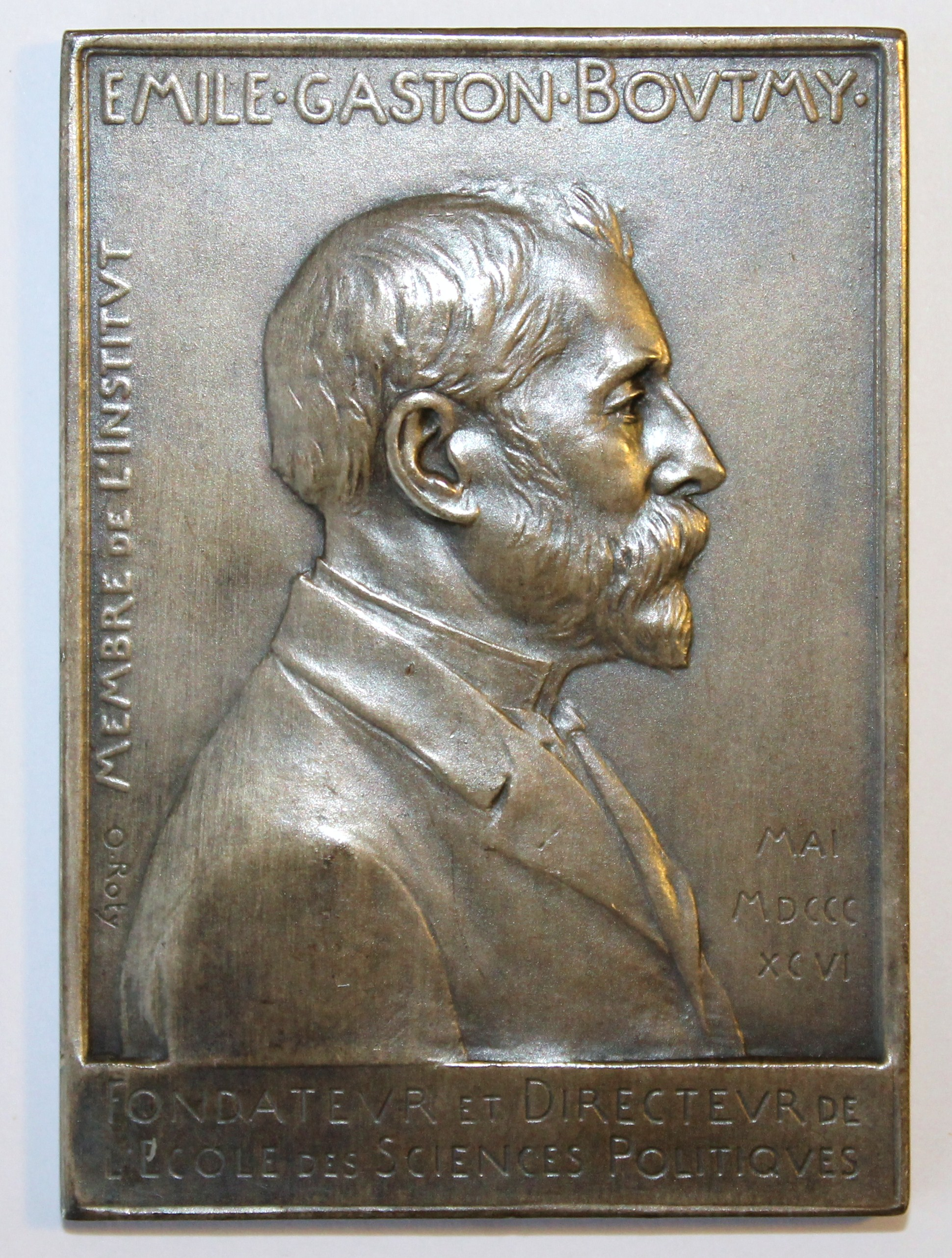
Émile Boutmy bởi Louis-Oscar Roty

Từ năm 1873 đến năm 1890, Boutmy mở các lớp học về lịch sử hiến pháp của Anh, Pháp và Hoa Kỳ. Năm 1879, ông được bổ nhiệm vào Académie des Sciences Morales et Politiques. Ngày nay, tên của ông được đặt cho khán phòng chính của Institut d'Études Politiques de Paris (Sciences Po) để vinh danh những cống hiến của ông.

## Các tác phẩm
- Philosophie de l'kiến trúc en Grèce (Triết học Kiến trúc Hy Lạp), năm 1870
- Quelques quan sát sur la réforme de l'enseignement Superieur (Một số quan sát về Cải cách Giáo dục Đại học), 1876
- Etudes de droit constitutionnel (Nghiên cứu về Luật Hiến pháp), năm 1888
- Le recrutement des administrateurs coloniaux (Tuyển dụng quản trị viên thuộc địa), năm 1895
- Essai d'une psychologie politique du peuple Anglais au XIXe siècle (tiểu luận về Tâm lý học chính trị của nhân dân vào thế kỷ 19 ở Anh), năm 1901
- Le Parthenon et le Genie grec (Parthenon và Kỹ thuật Hy Lạp), năm 1901
- Etudes politiques: La souveraineté du peuple, la Tuyên bố des droits de l'homme (Nghiên cứu Chính trị: Chủ quyền của nhân dân, Tuyên bố về Quyền con người), năm 1907
- Eléments d'une psychologie politique du peuple américain (Các yếu tố của Tâm lý học chính trị của nhân dân Mỹ), năm 1911